# كيم سونغ-يون
كيم سونغ-يون (هانغل: 김성연) هو لاعب كرة قدم كوري جنوبي في مركز الوسط، ولد في 30 يناير 1989 في كوريا الجنوبية. لعب مع BBCU F.C. ‏.

## وصلات خارجية
- كيم سونغ-يون على موقع قاعدة بيانات كرة القدم.إي يو (الإنجليزية)
- كيم سونغ-يون على موقع Soccerway.com (الإنجليزية)